# Tyche

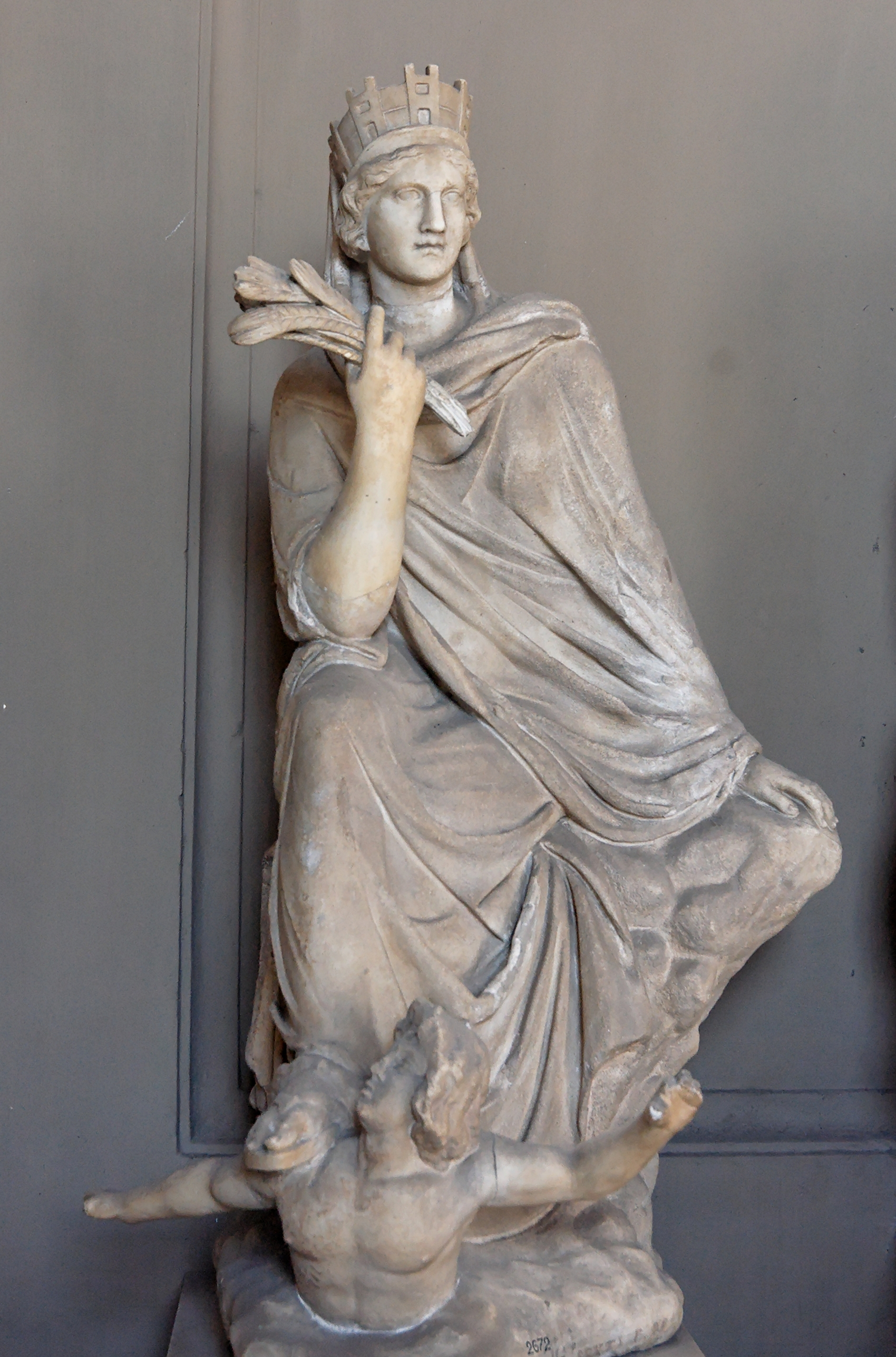
Tyche của Antioch, Bản sao La Mã của tượng đồng bởi Eutychides (Galleria dei Candelabri, các viện bảo tàng Vatican)

Tyche (tiếng Anh: /ˈtaɪki/; from tiếng Hy Lạp: Τύχη, có nghĩa là "may mắn"; nhân vật huyền thoại tương đương trong La Mã: Fortuna) là vị thần giám hộ vận may và những điều ngẫu nhiên của số phận. Vị nữ thần này cầm trong tay cái sừng của sự sung túc. Vị nữ thần này đứng trên một quả cầu hoặc một chiếc bánh xe và một tay cầm bánh tái của con thuyền, tay kia ôm chiếc sừng của sự sung túc, mắt nàng che kín bằng một băng vải. Vị nữ thần này dốc những hoa thơm, trái chín, ngũ cốc đựng trong sừng ra xuống thế gian. Vị nữ thần này là con gái của Aphrodite và Zeus hoặc Hermes.
Trong văn chương, vị nữ thần này có thể có nhiều gia phả khác nhau, như con gái của Hermes và Aphrodite, hoặc được coi là một trong những thần nữ Oceanid, con gái của Oceanus và Tethys, hoặc của Zeus. Vị nữ thần này được liên kết với Nemesis và Agathos Daimon ("tinh thần tốt").
Nhà sử học Hy Lạp Polybius tin rằng nếu không phát hiện ra nguyên nhân nào  dẫn đến các sự kiện như lũ lụt, hạn hán, sương mù hoặc thậm chí trong chính trị, thì nguyên nhân gây ra các sự kiện này có thể là do Tyche.

## Thờ cúng

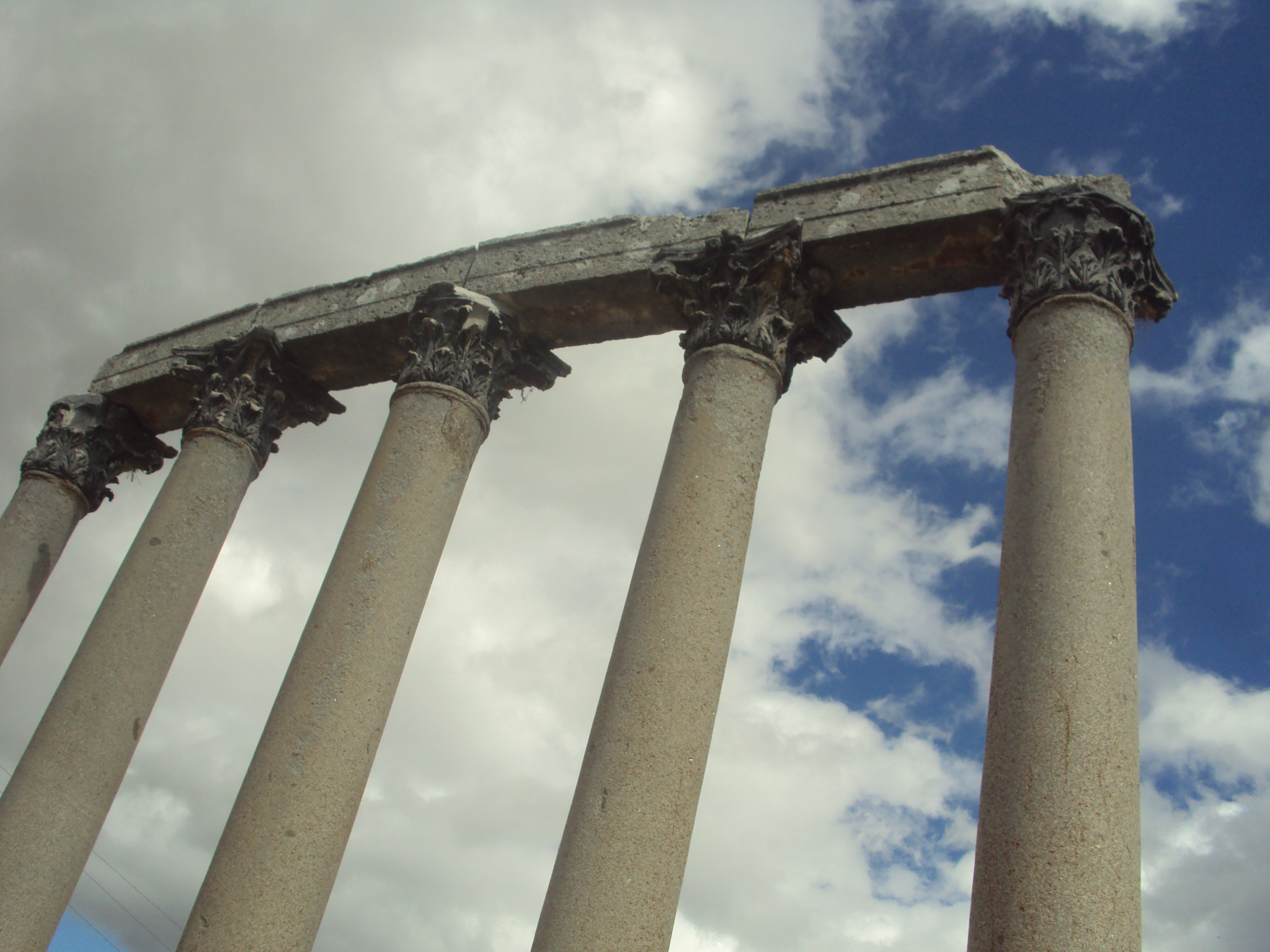
Phần còn lại của ngôi đền Tyche

Trong thời kỳ Hy Lạp cổ đại, các thành phố tôn thờ phiên bản đặc trưng riêng của nữ thần Tyche, đội vương miện (vương miện giống như bức tường thành thành phố).
Tyche được thờ ở các đền thờ tại Caesarea Maritima, Antioch, Alexandria và Constantinople. Tại Alexandria là Tychaeon, ngôi đền Tyche, được mô tả bởi Libanius là một trong những thế giới tuyệt vời nhất trong thế giới Hy Lạp.
Vị nữ thần này là vị thần duy nhất được tôn thờ tại Itanos ở Crete, với danh xưng Tyche Protogeneia, liên kết với Protogeneia Athena ("kẻ sinh ra đầu tiên"), con gái của Erechteus, người tự hiến sinh để cứu thành phố.
Stylianos Spyridakis đã nhanh chóng thể hiện sự hấp dẫn của Tyche trong một thế giới Hy Lạp về bạo lực tuỳ tiện và những vận xui vô nghĩa: "Vào những năm hỗn độn của Epigoni của Alexander, một nhận thức về sự bất ổn của thời cuộc đã khiến mọi người tin rằng Tyche, vị thần nữ mù quáng cai quản vận may, đã cai trị nhân loại với tính cách không kiên định của bà đã giải thích những thăng trầm của thời đại đó."

## Miêu tả

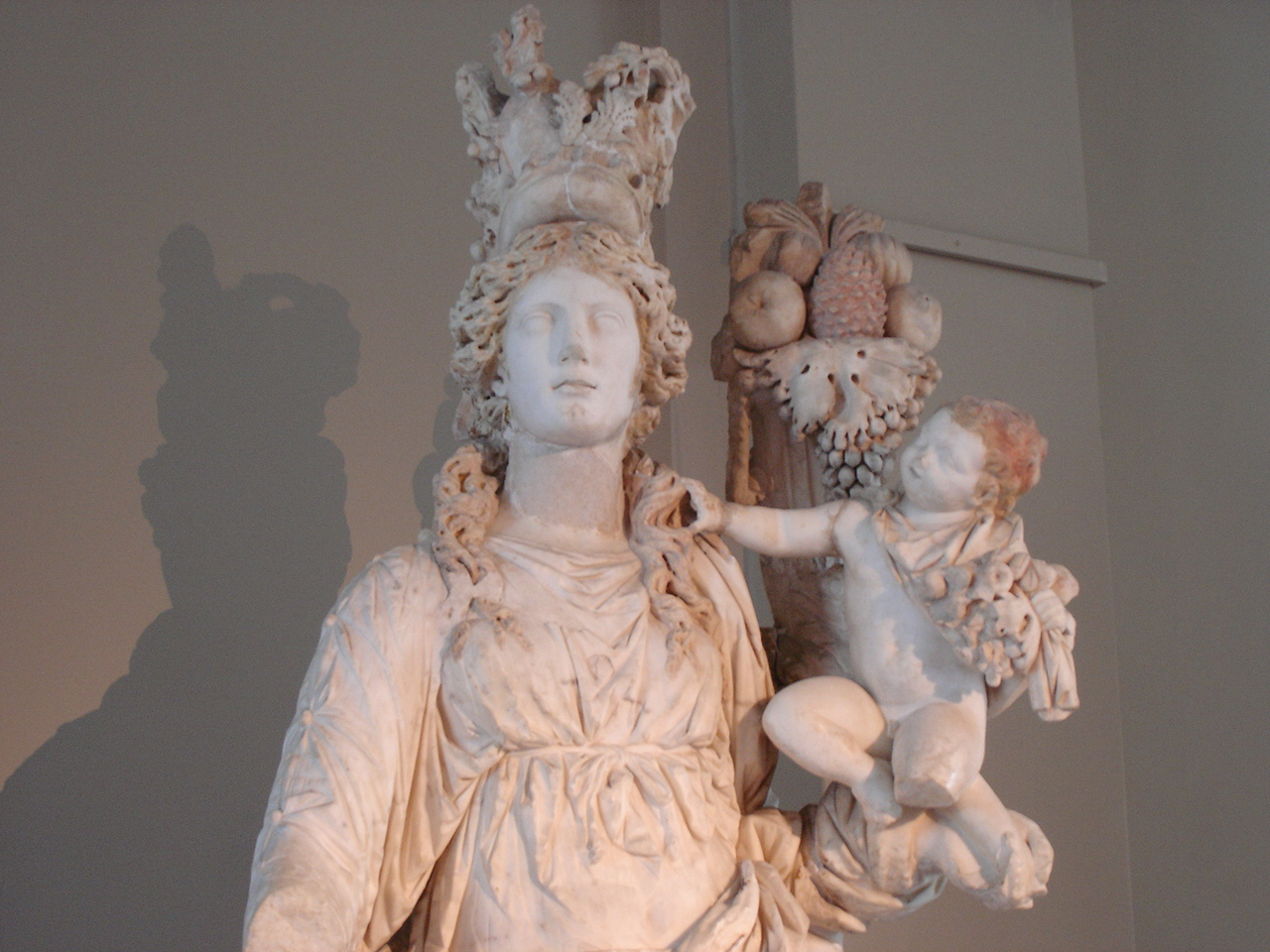
Tượng bằng đá cẩm thạch đa sắc thể miêu tả nữ thần Tyche đang bế Plutus trẻ sơ sinh trong vòng tay của cô, thế kỷ thứ 2, Bảo tàng Khảo cổ Istanbul

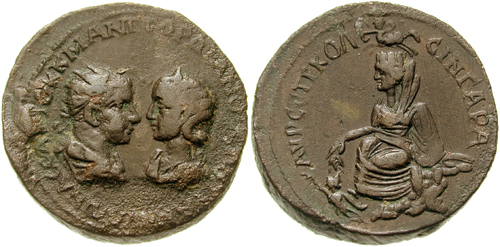
Tyche ở mặt sau của đồng kim loại cơ bản này bởi Gordian III, 238-244

Tyche xuất hiện trên nhiều đồng xu thời kỳ Hy Lạp cổ đại trong ba thế kỷ trước thời đại Cơ đốc giáo, đặc biệt là từ các thành phố ở Aegean. Vị thần nữ này đã trải qua một thời kỳ hồi phục trong một kỷ nguyên khác của sự thay đổi bất an, những ngày cuối cùng của Ngoại giáo bị cấm công khai, giữa các vị hoàng đế cuối thế kỷ 4 Julia và Theodosius I những người đã ra lệnh đóng cửa các đền thờ. Tính hiệu quả của quyền lực phi thường của vị thần nữ này thậm chí còn nhận được sự tôn trọng trong các giới triết học trong thế hệ này, mặc dù trong giới nhà thơ, thường người ta chửi rủa cô là một gái làng chơi tính khí thất thường.
Trong nghệ thuật thời trung cổ, vị thần nữ này được miêu tả là mang theo một  cornucopia, một chiếc bánh lái có hình biểu tượng, và bánh xe của vận may, hoặc cô có thể đứng trên bánh xe, điều khiển toàn bộ vòng quay của số phận.
Chòm sao Xử Nữ đôi khi được xác định là hình ảnh trên trời của Tyche, cũng như nữ thần khác như Demeter và Astraea.